# برانتلي يورك
برانتلي يورك (بالإنجليزية: Brantley York)‏ هو أكاديمي أمريكي، ولد في 3 يناير 1805 في مقاطعة راندولف في الولايات المتحدة، وتوفي في 7 أكتوبر 1891 في مقاطعة روذرفورد في الولايات المتحدة.